# Neoitamus calcuttaensis
Neoitamus calcuttaensis là một loài ruồi trong họ Asilidae. Neoitamus calcuttaensis được Joseph & Parui miêu tả năm 1986. Loài này phân bố ở miền Ấn Độ - Mã Lai.